# Liptena bolivari
Liptena bolivari är en fjärilsart som beskrevs av Napoleon Manuel Kheil 1905. Liptena bolivari ingår i släktet Liptena och familjen juvelvingar. Inga underarter finns listade i Catalogue of Life.